# Urbach (Rems)
Der Urbach ist ein unter 9 km langer Bach im Rems-Murr-Kreis in Baden-Württemberg, der nach Durchlaufen des Dorfes Urbach von rechts in die Rems mündet. Das Bestimmungswort des Namens leitet sich vom mittelhochdeutschen Wort ūr für „Auerochse“ ab.

## Verlauf
Der Urbach entspringt im südwestlichen Welzheimer Wald am Südrand der Gemarkung von Welzheim im Eselshaldener Stubensandsteinbereich am Hang neben einer Deponie. Er fließt zunächst südwestwärts durch Welzheim-Steinbruck und durch das sogenannte Gutenauer Tal, im Volksmund auch Gommertäle genannt. Dann zieht er in bald recht weitem Tal nach Südsüdosten der gleichnamigen Gemeinde Urbach zu. Im ausgedehnten Dorf knickt er schließlich noch nach Südwesten ab und mündet dann im Gewerbegebiet an dessen Südrand von links in die nach Westen fließende Rems.

## Einzugsgebiet
Der Bach entwässert ein Einzugsgebiet von 11 km², das sich 61⁄4 km weit in Nord-Süd-Richtung erstreckt und quer dazu in Richtung West-Ost maximal 21⁄2 km breit ist. Es grenzt im Westen und Norden an den Einzugsbereich des bedeutenderen Rems-Zulaufes Wieslauf; die markante Scheidelinie folgt hier abschnittsweise recht genau der Straße von Schorndorf nach Welzheim. Im Osten konkurriert auf ganzer Länge der in urbachähnlicher Richtung nach Süden zur Rems laufende Bärenbach, dessen rechter Unterlaufast Maierbach durch die flache rechte Remsaue zum untersten Urbach fließt.

## Talnatur
Das Gutenauer Tal ist im nördlichen Teil von umwaldeten Feuchtwiesen und im südlichen Teil von Streuobstanbau und Landwirtschaft geprägt.
Der größte Zufluss des Urbachs ist der von Osten kommende Katzenbrunnenbach, der ein eigenes kleines Tal zwischen Rohrberg und Häule geschaffen hat.
Der Bachlauf des Urbachs ist stellenweise von Schwarz-Erlen umsäumt. Im Gutenauer Tal liegt eine Bachfurt, bei der der Bach den querenden Weg überfließt.

## Zuflüsse
Zuflüsse auch höherer Ordnung jeweils von der Quelle zur Mündung unter dem aufnehmenden Gewässer aufgeführt. Gewässerlängen nach LUBW-FG10, Höhen in der Regel nach dem Höhenlinienbild auf der Hintergrundkarte.
- (Östlicher Quellarm), von links auf etwa 410 m ü. NN in Welzheim-Steinbruck, 0,523 km. Entsteht in einer Mulde zwischen der Eselshalden und dem Krähenberg im Wald auf etwa 455 m ü. NN.
- (Waldklingenzufluss), von links auf etwa 355 m ü. NN nördlich des bewaldeten Rohrbergs, 0,807 km. Entsteht am Südwestfuß des Krähenbergs im Wald auf etwa 430 m ü. NN.
- (Bach aus der Alten Klinge), von links auf 342,2 m ü. NN,[6] vom Rohrberg, 0,491 km. Entsteht auf etwa 413 m ü. NN.
- Katzenbrunnenbach, von links auf etwa 292 m ü. NN am Eintritt des Bachs in die freie Flur des Remstals nördlich des Urbacher Wellingshofs, 1,818 km. Entsteht nahe einer Waldhüttengruppe am Sattelgewann Katzenbrunnen zwischen Rohrberg und Häule auf etwa 427 m ü. NN.
  - (Zufluss aus der Großen Klinge), von links auf etwa 308 m ü. NN am Ostrand einer Flurbucht, 0,435 km. Entsteht am Westsporn des Häules auf etwa 380 m ü. NN.
- (Zufluss vom östlichen Zwerenberg-Hang), von links auf etwa 282 m ü. NN zwischen dem Wellingshof und dem Urbacher Ortsrand, 1,014 km. Entsteht an der Grenze des Zwerenberg-Südhangs zum Häule-Wald oben auf etwa 397 m ü. NN.
- (Zufluss durch den Güntnerstobel), von links auf etwa 278 m ü. NN noch vor dem Ortsrand, 0,634 km. Entsteht in der Flur am Hang auf etwa 337 m ü. NN.
- Maierbach, von links auf etwas unter 260 m ü. NN in Urbach an der Einmündung des Buchenwegs in die Bachstraße, 1,253 km. Zweigt neben der Bärenbach-Brücke der L 1880 nach Plüderhausen in der flachen Au nach rechts vom untersten Lauf des Bärenbachs ab auf etwa 263 m ü. NN.